# Люблянський замок
Люблянський град (словен. Ljubljanski grad), також Люблянський замок — середньовічна фортеця на пагорбі, що височіє над містом Любляною.
Виник у XII столітті. Стіни перебудовані в XV столітті, сторожову вежу завершили будувати в 1848 році. Як оборонне укріплення використовували до XVIII століття. У XIX — початку XX століття був в'язницею. Один із символів міста.

## Історія
Найдавніші сліди перебування людини на місці замку датують XII століттям до н. е. Замок відомий із початку XII століття (у латинських джерелах як Castrum Leibach), тоді ж опинився у володінні каринтійських герцогів Спангеймів. З припиненням династії у 1269 році фортеця відійшла королю Богемії, а в 1335 році разом з рештою Крайни перейшла під владу Габсбургів.
На початку XX століття замок утратив своє призначення і почав руйнуватися. У 1905 році його викупив магістрат Лайбаха з метою розмістити тут міський музей. Проте план не реалізували і влада вирішила поселити тут бідняків, які проживали там до середини 1960-х років. Наприкінці 1960-х розпочали реконструкцію, яка тривала понад 30 років. Нині в замку розміщено постійну експозицію з історії Любляни.

## Галерея

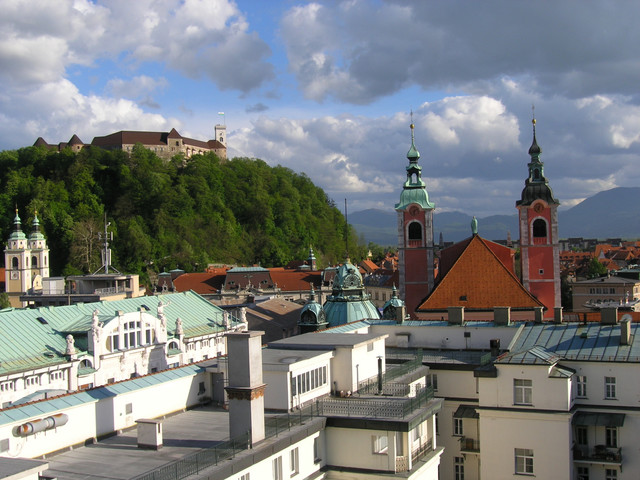
Ljubljanski grad nad mestnim središčem
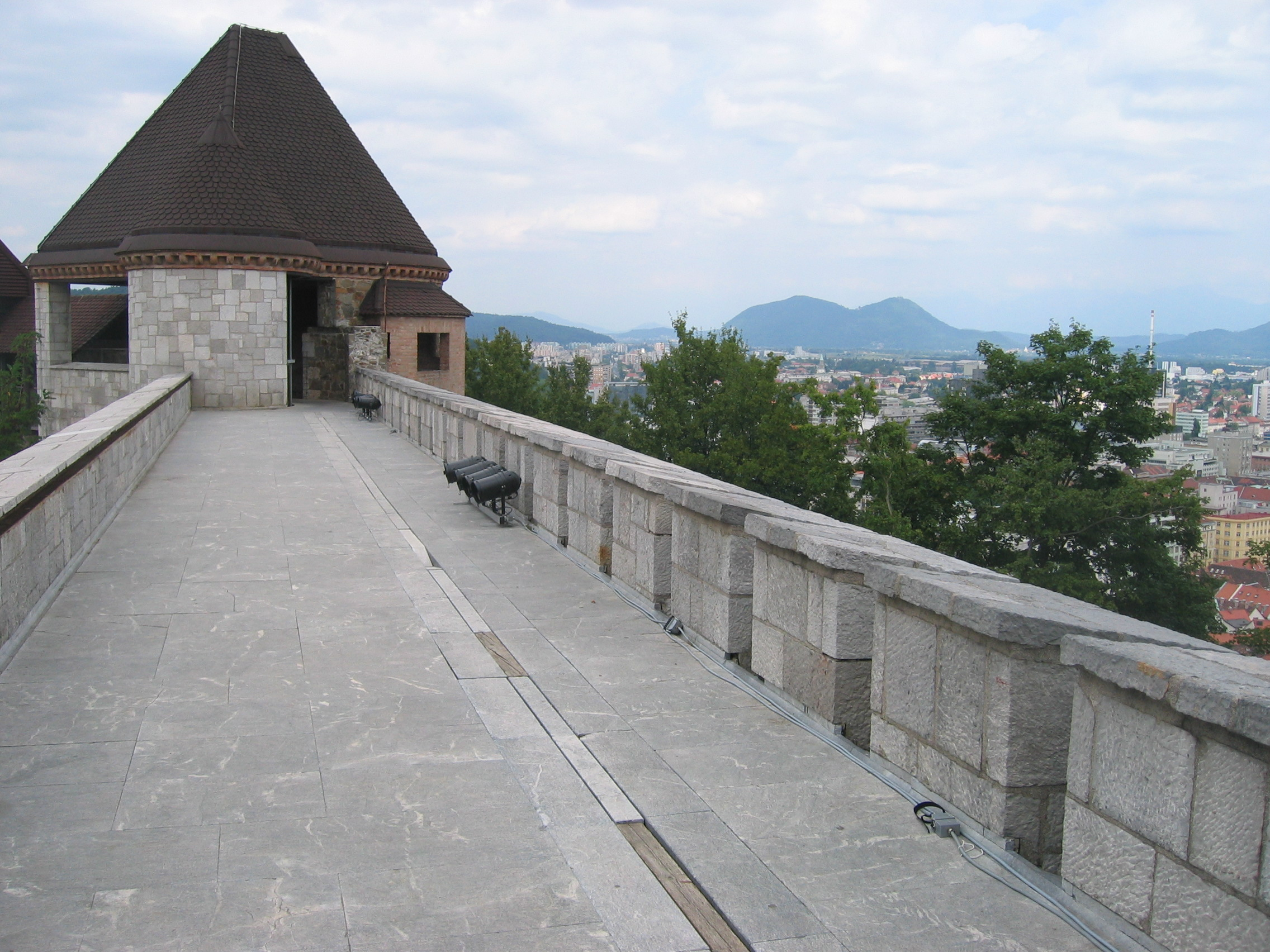
Obzidje
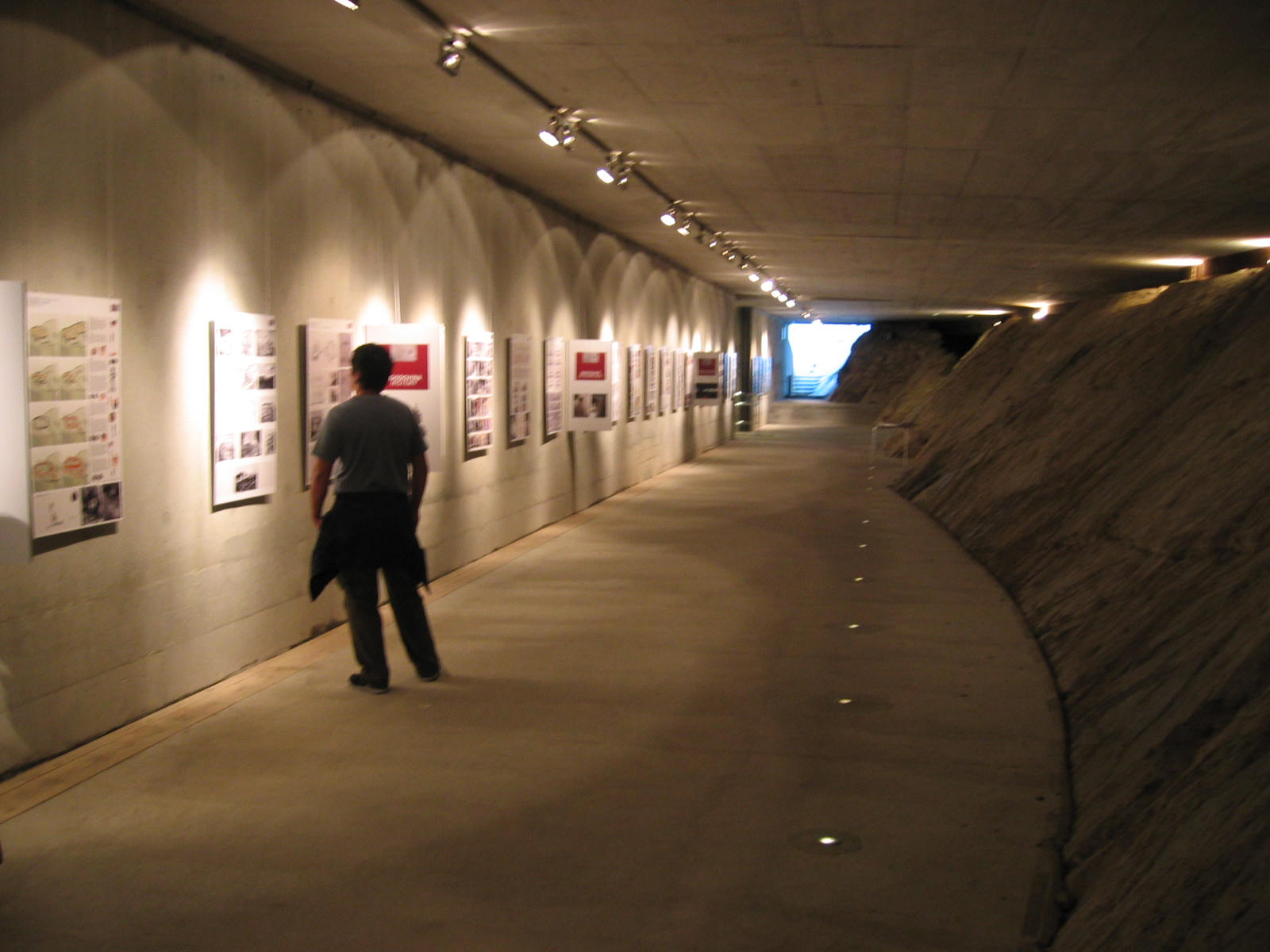
Galerija "S"
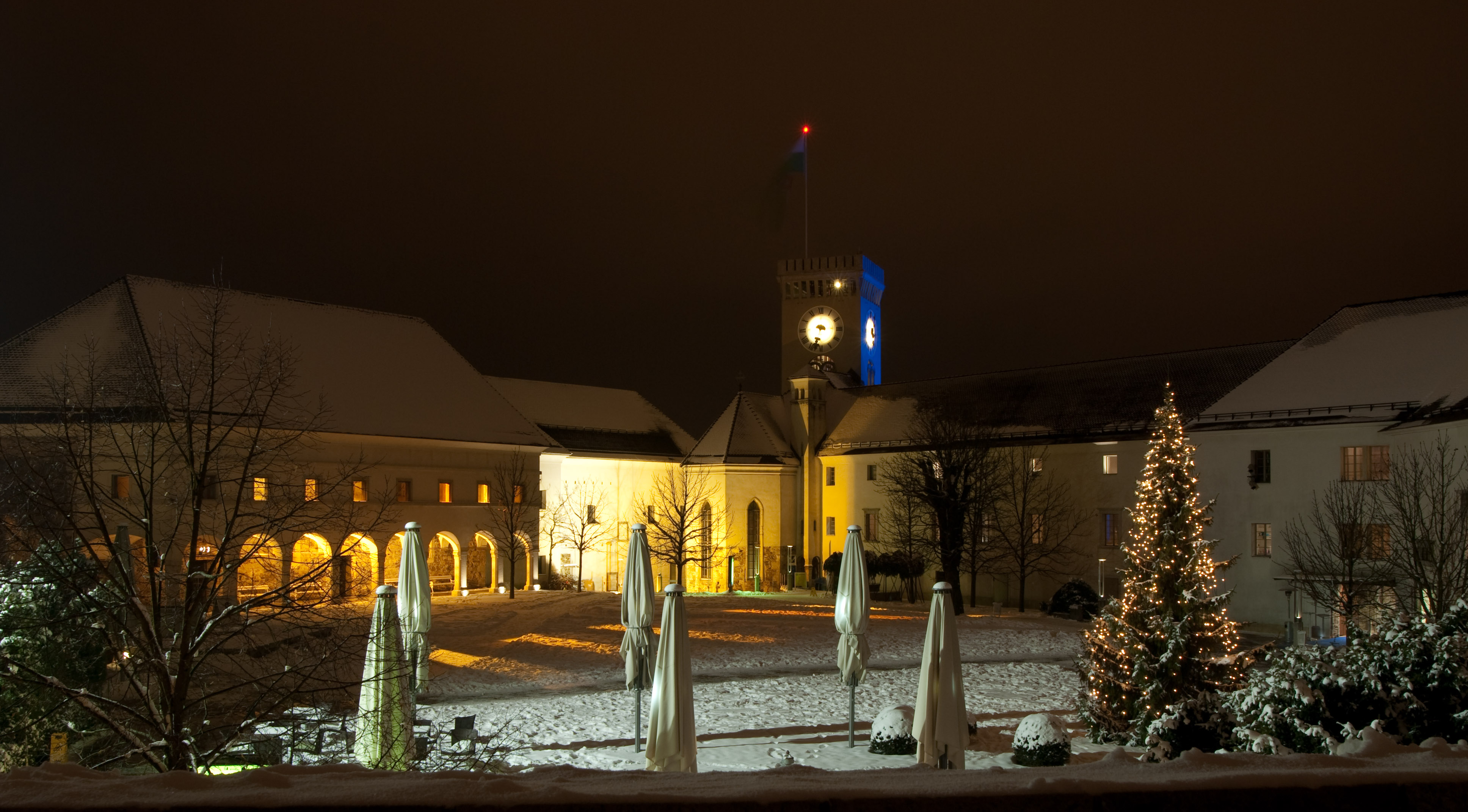
Grajsko dvorišče ponoči
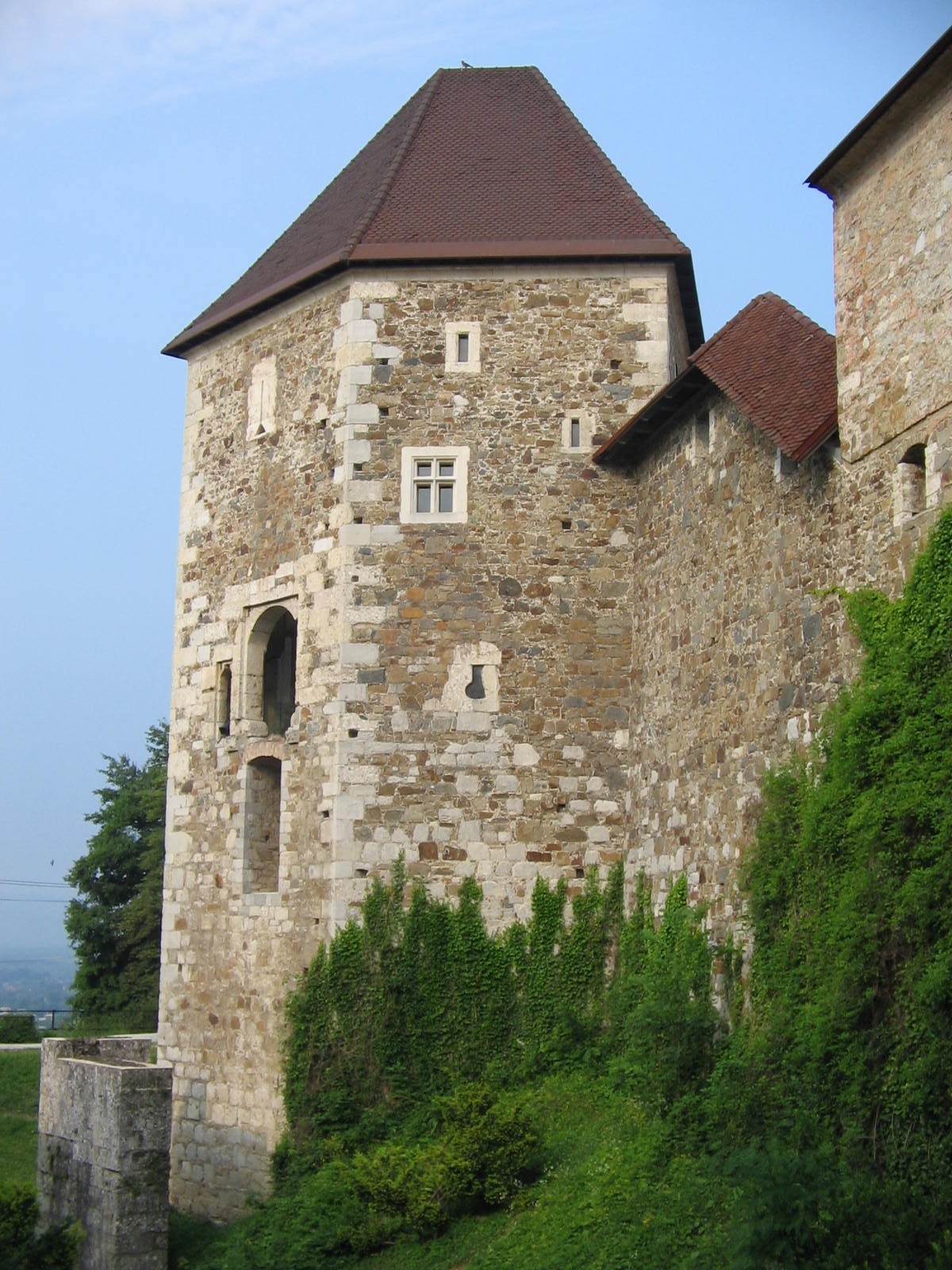
Peterokotni stolp
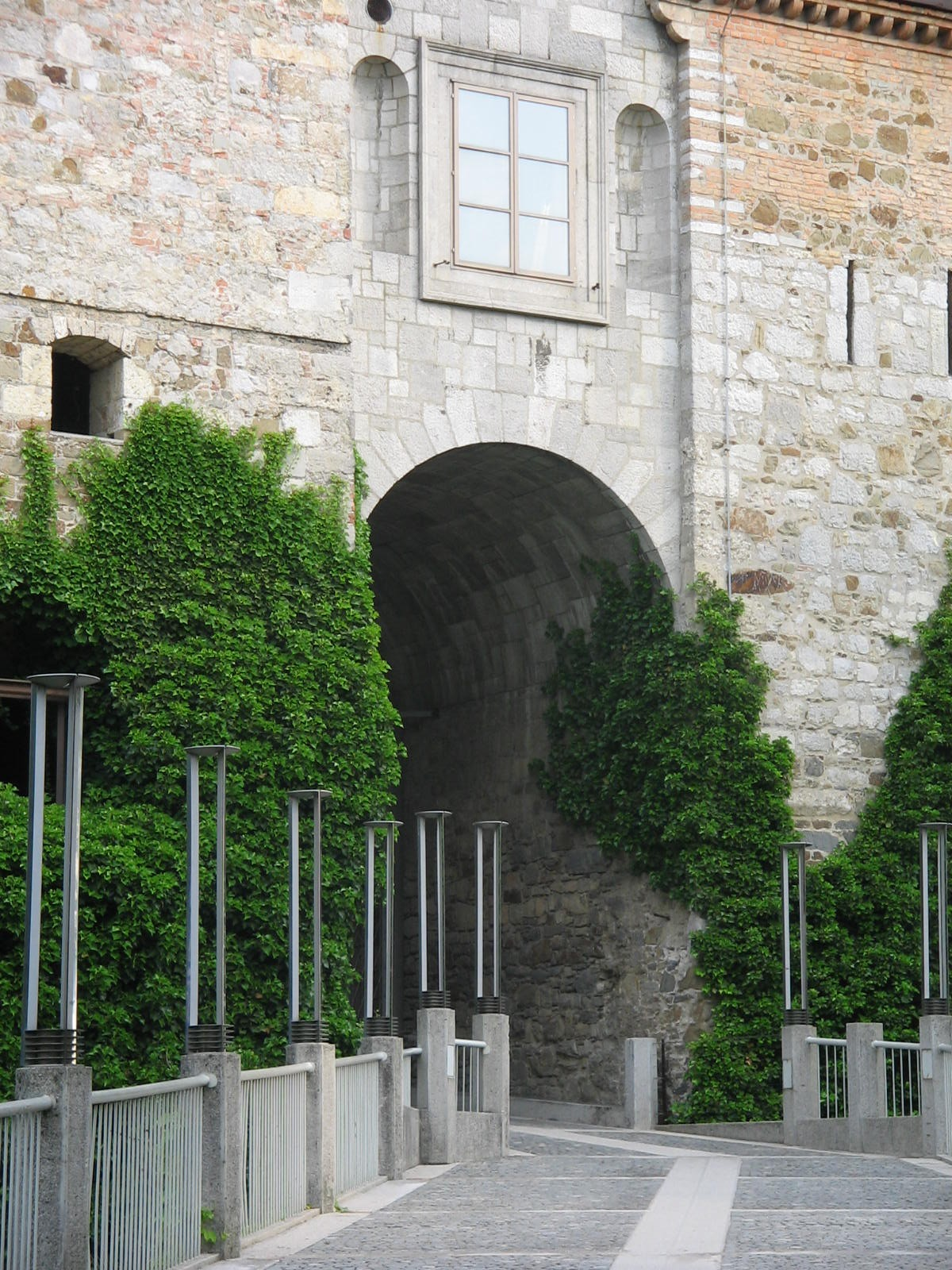
Vhod v Ljubljanski grad
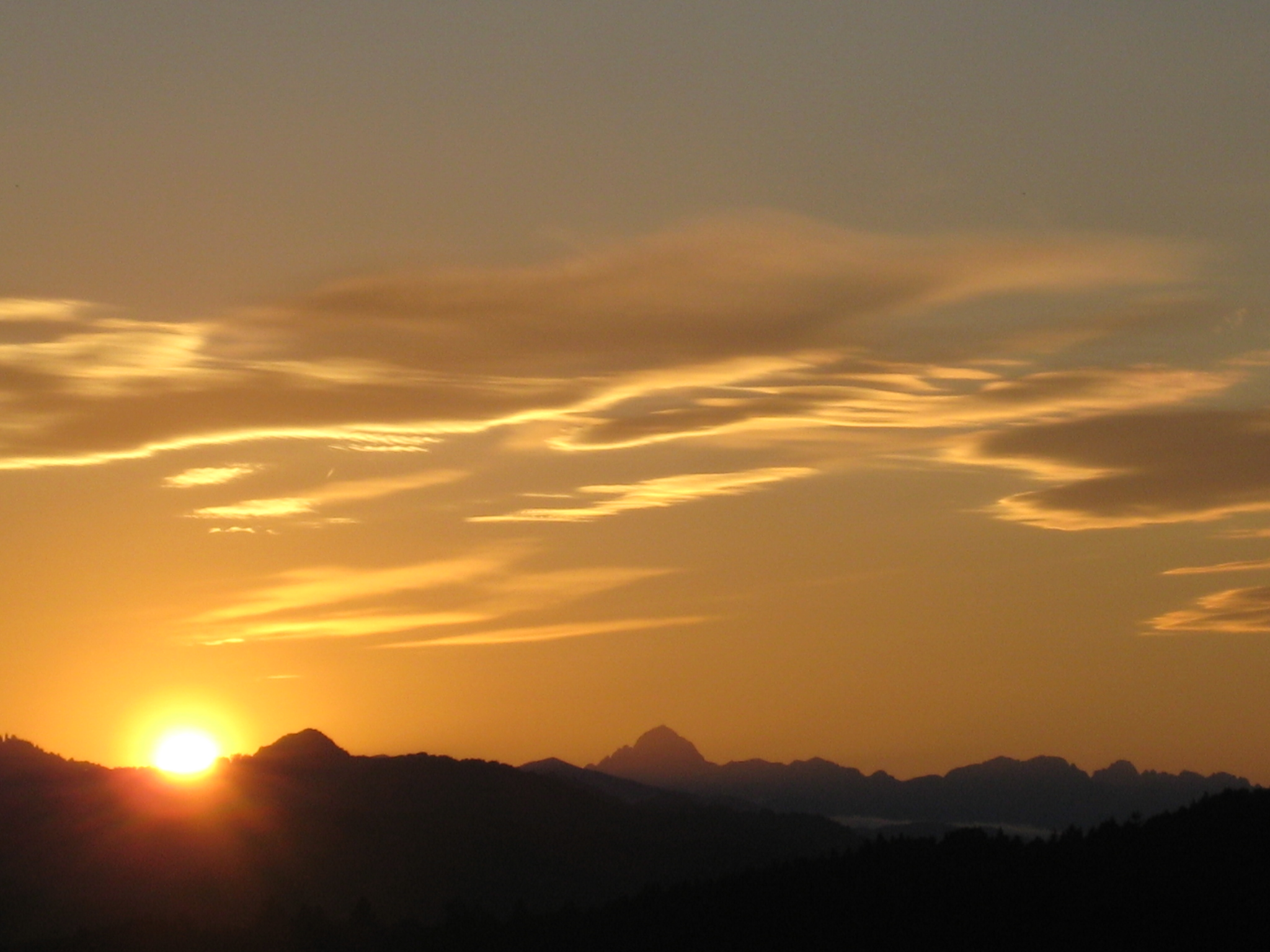
Pogled na Triglav s stolpa Ljubljanskega gradu
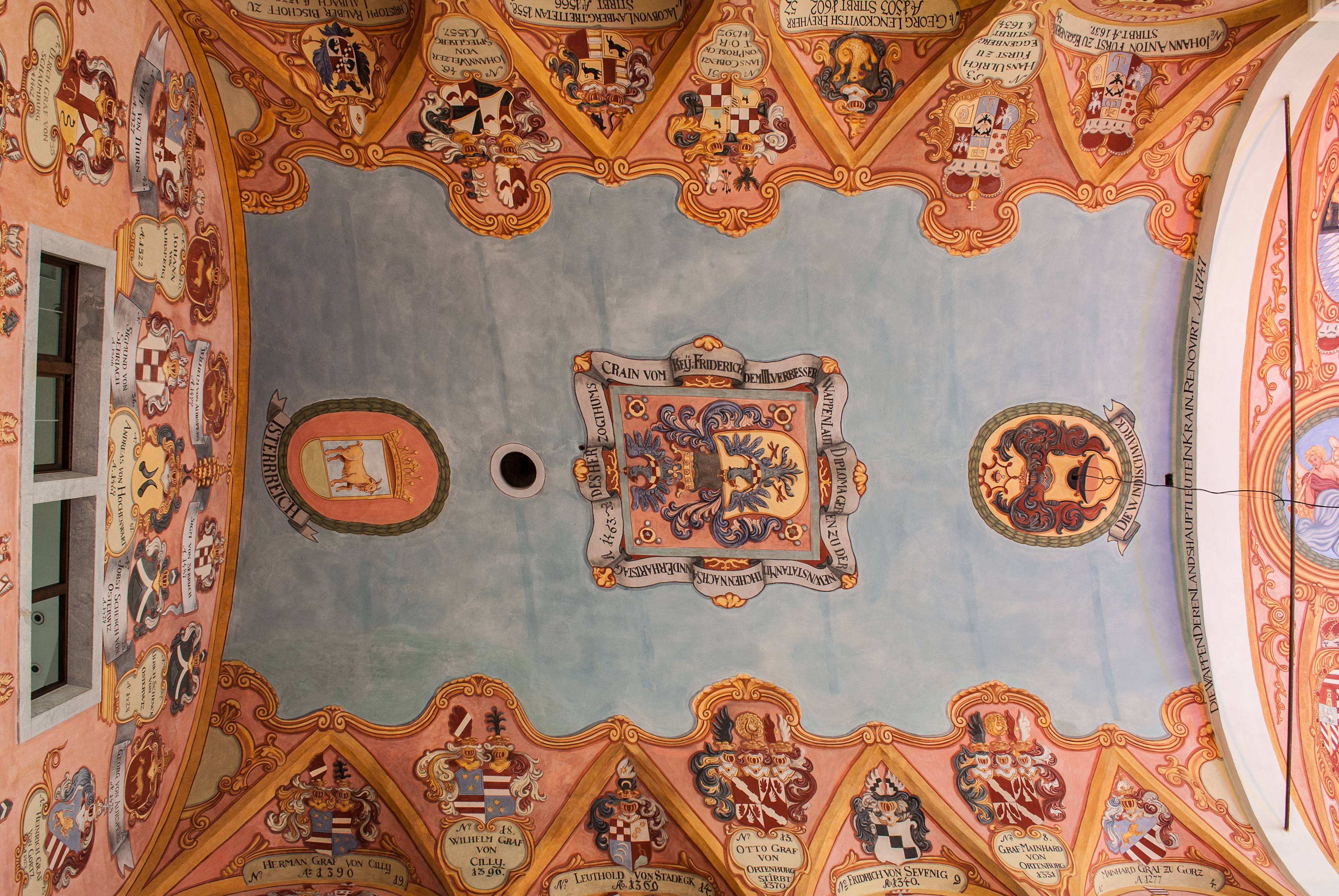
Strop v Grajski kapeli
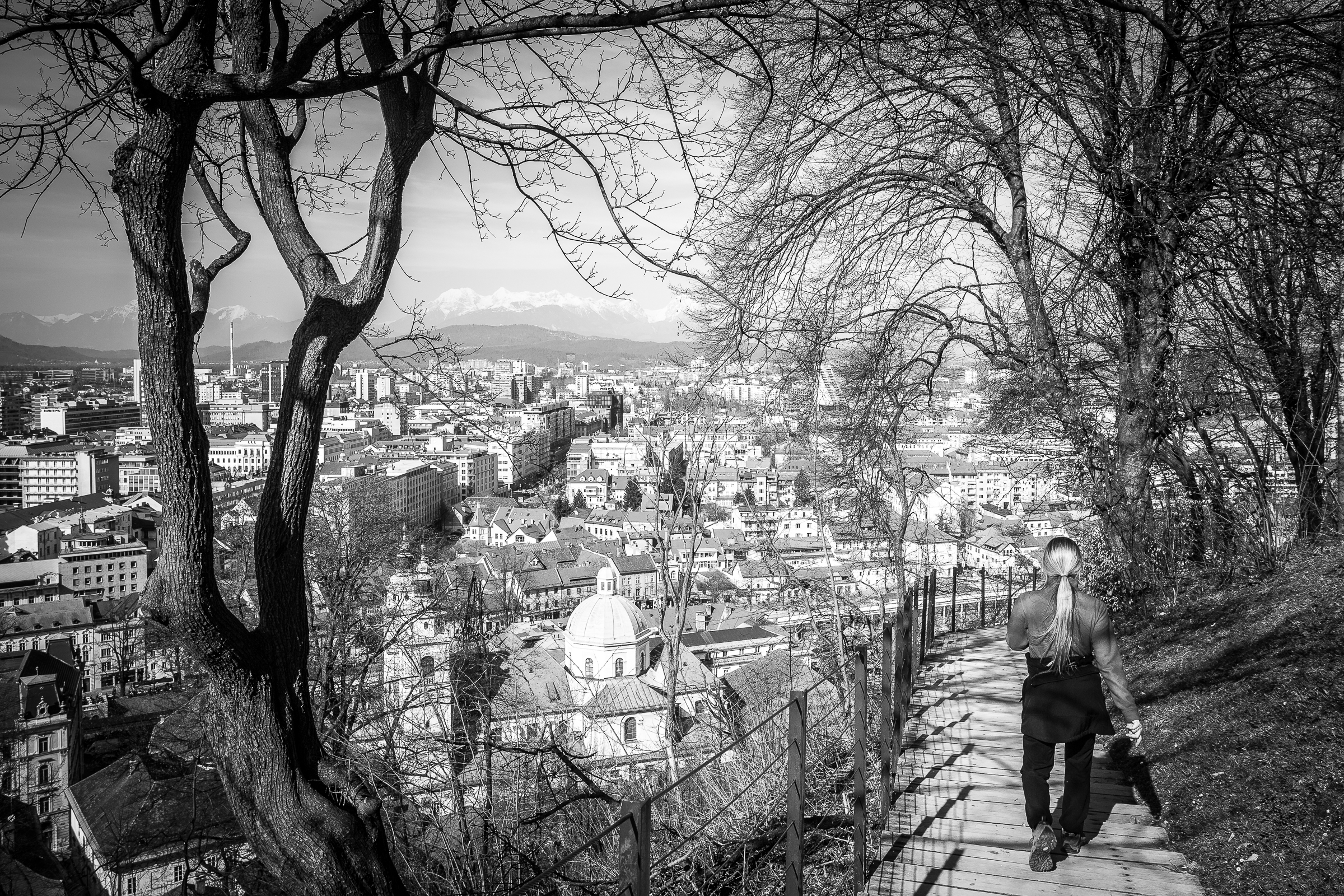
Ena od sprehajalnih poti na grad
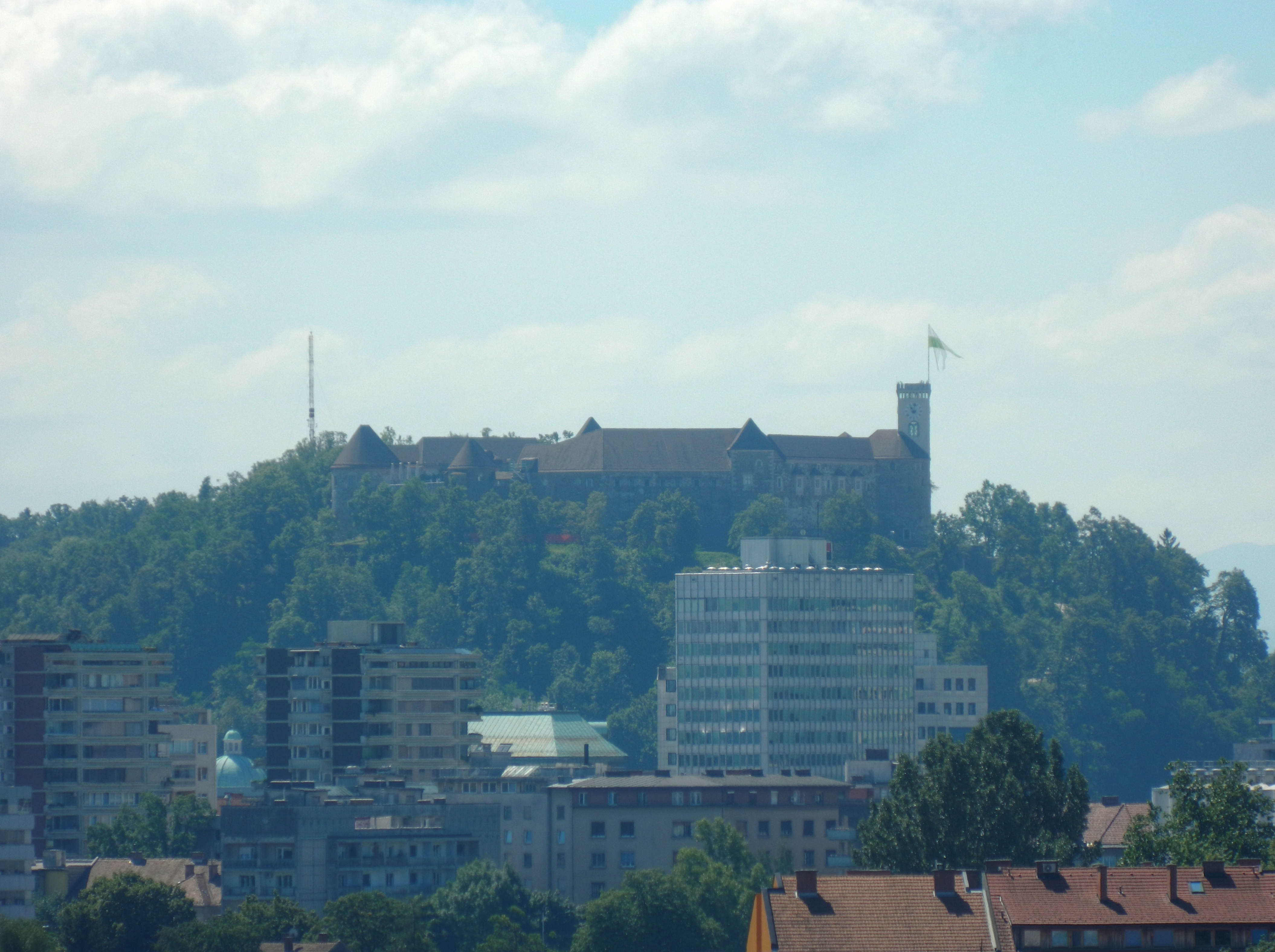
Pogled na ljubljanski grad iz šišenskega zvonika